# Strabopidae
Strabopidae é a única família da ordem Strabopida, um grupo extinto de artrópodes conhecido do período Cambriano.
A ordem Strabopida contém três gêneros válidos e um duvidoso, Khankaspis [en], Paleomerus, Parapaleomerus [en] e Strabops, todos atribuídos à família Strabopidae. Anteriormente, também continha os gêneros Caryon, Lemoneites [en] e Neostrabops, mas após um estudo, eles foram reatribuídos como um trilobita, um equinodermo gliptocistítido e um artrópode quelonielídeo [en], respectivamente.
Paleomeridae também foi anteriormente incluída como uma família, mas após a descoberta de um quarto espécime de Paleomerus e seu estudo, Paleomeridae foi sinonimizada com Strabopidae. Embora frequentemente sugerido que estejam intimamente relacionados aos aglaspidídeos devido à sua morfologia semelhante, sua exata posição filogenética é incerta devido à má preservação de todos os strabopídeos conhecidos. Uma tentativa de 2013 de colocá-los em uma análise filogenética os recuperou como parte de uma politomia com megacheiranos, marrelomorfos, crustáceos e  artiópodes. Ainda assim, os strabopídeos são frequentemente classificados como parte do clado Arachnomorpha. De fato, Dunlop & Selden (1998) definiram Paleomerus como "talvez o melhor modelo de um aracnomorfo primitivo".